# Charles J. Pedersen
Charles John Pedersen (n. 3 octombrie 1904, Busan, Coreea de Sud – d. 26 octombrie 1989, Salem⁠(d), New Jersey, SUA) a fost un chimist american, laureat al Premiului Nobel pentru chimie (1987) acordat pentru sinteza compușilor eter coroană.